# Gordonia curtyana
Gordonia curtyana är en tvåhjärtbladig växtart som först beskrevs av Achille Richard, och fick sitt nu gällande namn av Hsüan Keng. Gordonia curtyana ingår i släktet Gordonia och familjen Theaceae. Inga underarter finns listade i Catalogue of Life.